# نينا فريمان
نينا فريمان (بالإنجليزية: Nina Freeman)‏ هي مصممة أمريكية، ولدت في 15 مارس 1990.

## وصلات خارجية
- الموقع الرسمي